# 1. Damen-Basketball-Bundesliga 2022/23
Die 1. Damen-Basketball-Bundesliga 2022/23 war die 52. Spielzeit der höchsten deutschen Spielklasse im Basketball der Frauen. Die Hauptrunde begann am 14. Oktober 2022 und endete am 12. März 2023 nach 22 Spieltagen. Daran schloss sich die Finalrunde der acht bestplatzierten Teams um die Deutsche Meisterschaft an, die als Play-off-Serie ausgespielt wurde und bis zum 25. April 2023 dauerte.
Am 7. Januar 2023 beendeten die Rheinland Lions nach Eröffnung des Insolvenzverfahrens den Bundesliga-Spielbetrieb mit sofortiger Wirkung. Damit wurden alle bisher gespielten Spiele (9:3 Siege) der Rheinland Lions in der laufenden Hauptrunde annulliert und der Verein stand als einziger Absteiger dieser Saison fest.
Deutscher Meister wurden die Rutronik Stars Keltern, die sich in der Finalserie mit 3:0 gegen TK Hannover durchsetzen konnten. Im Pokalfinale am 19. März 2023 gewannen die TK Hannover Luchse gegen die Gastgeberinnen der GiroLive-Panthers Osnabrück zum ersten Mal in ihrer Vereinsgeschichte den DBBL-Pokal.

## Vereine
Alba Berlin ist erstmals in die 1. DBBL aufgestiegen und einziger Liganeuling.
| Team                        | Stadt             | Halle                              | Kapazität                    | Namenssponsor                           |
| --------------------------- | ----------------- | ---------------------------------- | ---------------------------- | --------------------------------------- |
| Eisvögel USC Freiburg       | Freiburg          | Uni-Sporthalle 2                   | 1.200                        | —                                       |
| Gisa Lions MBC              | Halle (Saale)     | Erdgas Sportarena                  | 1.200                        | Gisa (IT-Unternehmen)                   |
| TK Hannover Luchse          | Hannover          | Sporthalle Birkenstraße            | 500                          | —                                       |
| Herner TC                   | Herne             | H2K Arena                          | 500; erweiterbar auf 1300    | —                                       |
| Rutronik Stars Keltern      | Keltern           | Sporthalle Schulzentrum Dietlingen | 500; davon 225 Sitzplätze    | Rutronik (Elektrotechnik)               |
| BC Pharmaserv Marburg       | Marburg           | Sporthalle im GGS                  |                              | Pharmaserv                              |
| Eigner Angels Nördlingen    | Nördlingen        | Hermann-Keßler-Halle               | 2.000, erweiterbar auf 3.000 | Eigner Bauunternehmung GmbH, Nördlingen |
| GiroLive-Panthers Osnabrück | Osnabrück         | OSC-Halle A                        | 800                          | GiroLive der Sparkasse Osnabrück        |
| Inexio Royals Saarlouis     | Saarlouis         | Stadtgartenhalle                   | 2.000                        | Inexio (Glasfaser)                      |
| Alba Berlin                 | Berlin            | Sömmeringhalle                     | 2.500                        | Alba Europe Holding                     |
| Rheinland Lions             | Bergisch Gladbach | Albertus-Magnus-Gymnasium          | 400                          | —                                       |
| Rheinland Lions             | Bergisch Gladbach | Schulzentrum Herkenrath            | 1000                         | —                                       |

## Hauptrunde
Da es mit Alba Berlin nur einen Aufsteiger aus der 2. Bundesliga gab, wurde die Hauptrunde der Saison 2022/23 mit 11 Teams ausgetragen. Die Hauptrunde begann am 14. Oktober 2022 und endete nach 22 Spieltagen am 12. März 2023 mit folgender Abschlusstabelle:
| Pl. | Team                        | S  | N  | Punkte | Körbe       | Differenz |
| --- | --------------------------- | -- | -- | ------ | ----------- | --------- |
| 1.  | TK Hannover Luchse          | 15 | 3  | 30     | 1366 : 1156 | 210       |
| 2.  | Rutronik Stars Keltern      | 14 | 4  | 28     | 1391 : 1139 | 252       |
| 3.  | Herner TC (P)               | 11 | 7  | 22     | 1173 : 1140 | 33        |
| 4.  | Eigner Angels Nördlingen    | 10 | 8  | 20     | 1191 : 1191 | 0         |
| 5.  | GiroLive-Panthers Osnabrück | 10 | 8  | 20     | 1227 : 1164 | 63        |
| 6.  | Alba Berlin (N)             | 9  | 9  | 18     | 1247 : 1254 | −7        |
| 7.  | Inexio Royals Saarlouis     | 9  | 9  | 18     | 1164 : 1176 | −12       |
| 8.  | Eisvögel USC Freiburg (M)   | 5  | 13 | 10     | 1260 : 1427 | −167      |
| 9.  | BC Pharmaserv Marburg       | 4  | 14 | 8      | 1195 : 1322 | −127      |
| 10. | Gisa Lions MBC              | 3  | 15 | 6      | 1096 : 1341 | −245      |
| 11. | Rheinland Lions             | 0  | 0  | 0      | 000 : 000   | 0         |

Legende:
|  | = Play-off-Teilnahme (Plätze 1 bis 8)        |
|  | = Absteiger aus der 1. Bundesliga (Platz 11) |

- Bei Punktgleichheit entscheidet der direkte Vergleich
- in Klammern: M = Meister der Vorsaison / P = Pokalsieger der Vorsaison / N = Aufsteiger zu dieser Saison

## Finalrunde
Die Deutsche Meisterschaft wurde im Zeitraum vom 25. März bis zum 25. April 2023 in einer Play-off-Serie über Viertelfinale (Best-of-Three), Halbfinale (Best-of-Three), Spiel um den 3. Platz (Hin- und Rückspiel) und Endspiel (Best-of-Five) ausgespielt. In der Finalserie besiegten die Rutronik Stars Keltern den Erstplatzierten der Hauptrunde TK Hannover im Best-of-Five-Modus mit 3:0 (57:51, 83:51, 66:52). Dritter wurden die GiroLive-Panthers Osnabrück, die sich nach Hin- und Rückspiel mit 119:102 gegen Alba Berlin durchsetzten (67:46, 52:56).
| Viertelfinale (Best-of-Three) | Viertelfinale (Best-of-Three) | Viertelfinale (Best-of-Three) |   |                        | Halbfinale (Best-of-Three)  | Halbfinale (Best-of-Three) | Halbfinale (Best-of-Three)  |                  |                  | Finale (Best-of-Five) | Finale (Best-of-Five) | Finale (Best-of-Five) |
|                               |                               |                               |   |                        |                             |                            |                             |                  |                  |                       |                       |                       |
| 1                             | TK Hannover Luchse            | 2                             |   |                        |                             |                            |                             |                  |                  |                       |                       |                       |
| 8                             | Eisvögel USC Freiburg         | 0                             |   |                        |                             |                            |                             |                  |                  |                       |                       |                       |
|                               |                               |                               | 1 | TK Hannover Luchse     | 2                           |                            |                             |                  |                  |                       |                       |                       |
|                               |                               |                               |   | 5                      | GiroLive-Panthers Osnabrück | 0                          |                             |                  |                  |                       |                       |                       |
| 4                             | Eigner Angels Nördlingen      | 0                             |   |                        |                             |                            |                             |                  |                  |                       |                       |                       |
| 5                             | GiroLive-Panthers Osnabrück   | 2                             |   |                        |                             |                            | Endspiel                    | Endspiel         | Endspiel         |                       |                       |                       |
|                               |                               |                               | 1 | TK Hannover Luchse     | 0                           |                            |                             |                  |                  |                       |                       |                       |
|                               |                               |                               |   | 2                      | Rutronik Stars Keltern      | 3                          |                             |                  |                  |                       |                       |                       |
| 2                             | Rutronik Stars Keltern        | 2                             |   |                        |                             |                            |                             |                  |                  |                       |                       |                       |
| 7                             | Inexio Royals Saarlouis       | 0                             |   |                        |                             |                            |                             |                  |                  |                       |                       |                       |
|                               |                               |                               | 2 | Rutronik Stars Keltern | 2                           |                            |                             |                  |                  |                       |                       |                       |
|                               |                               |                               |   | 6                      | Alba Berlin                 | 1                          |                             | Spiel um Platz 3 | Spiel um Platz 3 | Spiel um Platz 3      |                       |                       |
| 3                             | Herner TC                     | 0                             |   |                        |                             | 5                          | GiroLive-Panthers Osnabrück | 1                |                  |                       |                       |                       |
| 6                             | Alba Berlin                   | 2                             |   |                        |                             |                            | 6                           | Alba Berlin      | 1                |                       |                       |                       |
|                               |                               |                               |   |                        |                             |                            |                             |                  |                  |                       |                       |                       |

## DBBL-Pokal
Das Finalturnier des DBBL-Pokals der Saison 2022/23 (TOP4) wurde am Wochenende des 18. und 19. März 2023 in Osnabrück ausgetragen. Im ersten Halbfinale trafen am Samstagnachmittag die beiden Top-Teams der 1. DBBL aufeinander. Der Tabellenführer der TK Hannover Luchse konnte nach einem 73:65-Erfolg gegen die Rutronik Stars Keltern ins Finale einziehen. Das zweite Halbfinale am Samstagabend entschieden die GiroLive Panthers Osnabrück vor heimischer Kulisse mit einem 81:69-Sieg gegen die VfL VIACTIV-AstroLadies Bochum für sich.
Am Sonntag gewannen zuerst die Rutronik Stars Keltern mit 77:56 über die VfL VIACTIV-AstroLadies Bochum das kleine Finale um den dritten Platz. Im Finale bezwangen anschließend die TK Hannover Luchse die gastgebenden Osnabrückerinnen mit 79:64. Mit diesem Erfolg sicherten sich die Luchse zum ersten Mal in ihrer Vereinsgeschichte den DBBL-Pokal.